# Nemanja Cvijanović
Nemanja Cvijanović (Rijeka, 1972.), hrvatski multimedijalni umjetnik. Djeluje na polju video umjetnosti, fotografije, performansa i konceptualne umjetnosti. 

## Životopis
Slikarstvo je diplomirao 1998. na Accademia di Belle Arti (Akademija lijepih umjetnosti) u Veneciji.
Poslijediplomski studij Projektiranja i produkcije vizualnih umjetnosti završio je 2010. pri  Facolta di Arte e Design (Fakultet za dizajn i umjetnost) u Veneciji. Član je Hrvatske zajednice samostalnih umjetnika, HDLU-a Rijeke i HDLU-a. Profesionalno surađuje s talijanskom galerijom T293 iz Napulja. Kao umjetnik-kustos djeluje od 2009., kada s kolegama u Rijeci osniva međunarodnu galeriju SIZ (Samoupravna interesna zajednica) – udruženje autora koji kolektivno pristupaju tržištu umjetnosti. Potpisnik je Deklaracije o zajedničkom jeziku, u kojoj se tvrdi da se u Hrvatskoj, Bosni i Hercegovini, Srbiji i Crnoj Gori govore nacionalne standardne varijante zajedničkog policentričnog standardnog jezika.
Živi i radi u Rijeci i Veneciji.

## Izbor radova
U svojim radovima Cvijanović se bavi propitivanjem društveno-političkih tema, uspostavljajući veze s događajima iz nedavne prošlosti, fasciniran fenomenom kolektivne memorije. Zastupa ljevičarske i antiglobalističke ideje, a njegov stav često je radikalan, ironičan i buntovan. On pripada onom polusuvremenih umjetnika koji progovaraju s naglašenom pozicijom odgovornosti i osviještenosti prema anomalijama suvremenog društva pri čemu nas, promatrače, uvodi u intrigantan odnos prema memoriji, promjenama vrijednosnih sistema, propagandi, politici, konzumerizmu i masovnim medijima.
- Pittore, Ebreo, comunista, (2003.) - videoinstalacija ambijentalne dimenzije, MMSU, Rijeka. U društveno-kulturološkom smislu rad tematizira upitnu sudbinu biste Moše Pijade, djela kipara Antuna Augustinčića. Nekad aktualna, danas uklonjena iz predvorja zgrade Muzeja, u Cvijanovićevoj simulaciji hiperbolički je vezana (snimkom i smještajem) uz bivšu lokaciju lokotom i lancem pa se može iščitavati u više smjerova (kao prolaznost političkih vjetrova s hipotetičkom ironičnom aluzijom i na današnje vrijeme, kao parodija na ambivalentne ideološke vrijednosti, od kojih preostaju samo slike kao skrivene uspomene...)[4]

- Pravilo disanja (Klopka za Velog Jožu) - (2005.), instalacija, gipsani odljev Bašćanske ploče, čelik, drvo konop, novčanica od 50 eura.

Nastojanje ovog rada, između ostalog, je da mijenja značenje simbola kojim je postala jedna drevna darovnica – Bašćanska ploča. Autor smatra da je svim simbolima koji postaju argumentima za manipulaciju (proizvodnju zla) neophodno mijenjati značenje.
Cvijanović je ovim radom bio finalist za nagradu Radoslav Putar.
- Plaćam struju - (2008.), multimedijalna izložba, MMSU Rijeka.

Izložba objedinjuje četiri rada koji se bave propitivanjem povijesno društvenog naslijeđa i kolektivne memorije na prostoru bivše Jugoslavije.
1. Komunistički Manifest, Karl Marx, Friedrich Engels, Nemanja Cvijanović, 2008., knjiga
2. Das Auto, 2008, serija poštanskih marki
3. Dinaridski veliki jorkšir, 2008, video
4. Plaćam struju, 2005, mramor, pozlaćeni kositar, čelik, toplinska električna instalacija, toplina.

Rad Plaćam struju autentična je kopija nadgrobnog spomenika Josipa Broza Tita, koju je Cvijanović adaptirao u zidni radijator za kućnu uporabu. Ovaj je rad je po završetku izložbe postao dio fundusa MMSU-a. Ujedno, ovo je njegova prva samostalna izložba.
- U sklopu Operacije grad (manifestacije nezavisne scene, 2009.) unajmljuje 200 statista, stavljajući ih u ulogu angažiranih građana čiji je zadatak prosvjedovati na zagrebačkom Cvjetnom trgu. Nakon sat vremena insceniranog protestiranja, na istom mjestu, sudionicima je isplaćen honorar od 60 kuna. Čitava situacija postavljena je kao filmski set i dokumentirana fotografski i video.

Osnovno pitanje koje ovim radom Cvijanović postavlja jest: zašto šutimo?
- Spomenik sjećanju na ideju o internacionali - (2011.), MSU Zagreb, jest spomenik ostacima kolektivne memorije koja se odnosi na ideju o revoluciji i klasnoj borbi. Projekt se bavi fenomenom marginalizacije revolucionarnih ideologija suvremenih društava i političkom pasivnošću potlačenih slojeva istih. Zamišljen je kao interaktivna instalacija čiji valjak, pokrenut motorikom ljudske ruke, proizvodi zvukove revolucionarne himne "Inernacionala". Slijedi lančani prijenos zvuka, koji proporcionalno povećava svoj volumen (mrežom povezanih mikrofona pojačala i zvučnika također proporcionalno sve veće i veće snage). Instalacija se proteže prostorom tako da svaki sljedeći mikrofon i zvučnik poprima veće dimenzije i veću snagu.[8]

- All Right, instalacija, HDLU Zagreb - Cjelina sastavljena od tri instalacije. Radovi su prožeti dvosmislenostima, a Cvijanović se poigrava prijevodom, odnosno značenjem riječi Right; desno i u pravu

1. Središnji rad je neonska instalacija „Centar is right“, kao lažno pridodan citat Adolfu Hitleru
2. Zvučna instalacija „Rewind“  u kojoj pjesmu „Jerusalem“ Alpha Blondie pušta usporeno, a zatim unatrag
3. Videorad „Marinetti odjebi featuring Spilberg“ u kojem sceni iz filma „Spašavanje vojnika Ryana“ zvučno pridodaje recital Marinettijeve pjesme „Osam duša u jednoj bombi“ u kojoj se slavi žrtvovanje i smrt.[9]

- Volume Collection 2011., kustoski projekt - Okuplja avangardne i suvremene umjetnike, različite umjetničke koncepte koji su realizirani u mediju knjige ili ju posreduju kroz druge umjetničke medije (knjiga-objekt, knjiga-djelo, knjiga-umjetnički rad).[10][11]

- Za dom spremni – IKEA, GALUM, Split - U prostor postavlja različite postojeće predmete i objekte kojima ništa nije dodao niti oduzeo,  ali ih je međusobno suprotstavio i na taj način gradio narativnost.[12]

## Važnije nagrade i priznanja
Za svoj umjetnički rad višestruko je nagrađivan.
Do sada je na skupnim izložbama izlagao preko 170 puta u 12 zemalja (Austrija, Belgija, Bosna i Hercegovina, Italija, Francuska, Kina, Rusija, Velika Britanija, Švicarska, Koreja…), a samostalno pedesetak puta.
- 2002. Cassa di Risparmio di Venezia, prva otkupna nagrada
- 2002. 85 Mostra Collettiva Fondazione Bevilacqua La Masa, 3. otkupna nagrada
- 2005. Ex tempore Selce, 1. otkupna nagrada
- 2005. Finalist nagrede Radoslav Putar
- 2011. 52. Oktobarski salon, Beograd

## Vanjske poveznice
- Službene stranice  Arhivirana inačica izvorne stranice od 17. rujna 2017. (Wayback Machine)